# Rama Thiaw
Rama Thiaw (Nuakchot, 30 de abril de 1978) es una cineasta y guionista mauritana, reconocida principalmente por su documental de 2009 Boul Fallé, la Voie de la lutte y por su más reciente producción cinematográfica, The Revolution Won't be Televised (2016), con la que ganó varios premios en importantes eventos internacionales.

## Biografía

### Primeros años
Rama Thiaw nació el 30 de abril de 1978 en Nuakchot, Mauritania, hija de padres mauritanos y senegaleses. Pasó sus primeros cinco años de vida en su ciudad natal, antes de mudarse con su familia a Pikine, en el suburbio de Dakar, la capital de Senegal. Tras el divorcio de sus padres, empezó a repartir su tiempo entre Senegal y Francia. Obtuvo un máster en Economía Internacional en la Sorbona de París y a continuación, comenzó a interesarse por el cine, lo que la llevó a obtener un diploma en cinematografía en la Universidad de París VIII y, más tarde, otro máster en la Universidad de París III en Censier Daubenton.

### Carrera
Tras completar su formación postsecundaria, Thiaw conoció al cineasta argelino Mohamed Boumari (asistente en la película La batalla de Argel) en 2002, con quien participó en un taller de producción. Posteriormente colaboró con la cadena Zaléa TV, donde realizó una serie de retratos cinematográficos sobre los habitantes de la comuna francesa de Aubervilliers y sus malas condiciones de vivienda. A esta serie le siguió un corto documental de 15 minutos titulado Les jeunes de quartier et la religion. Más adelante se desempeñó como asistente de comunicación de la productora de Fabienne Godet en la película Burnt Out, protagonizada por Marion Cotillard en 2006.
Mientras estaba en Francia, Thiaw conoció al productor galo Philippe Lacôte, quien aceptó trabajar con ella en lo que sería su primer largometraje documental: Boul Fallé, la voie de la lutte. Estrenada en 2009, la película sigue el "renacimiento de la lucha tradicional" en los suburbios de Dakar, donde Thiaw creció, y "considera la influencia del deporte en términos de las recientes transformaciones sociales y políticas en Senegal" que giran en torno a la Independencia senegalesa. Además de crear paralelismos entre la lucha libre senegalesa y la política, Thiaw recurre a la expresión del reggae y el hip hop del país africano.
En 2010 comenzó la producción de su segundo largometraje documental titulado The Revolution Won't be Televised (2016), título basado en el poema del músico Gil Scott-Heron. Este segundo trabajo mantenía el discurso político y social senegalés de su anterior película, pero giraba principalmente en torno al ascenso del grupo apolítico Y'en a Marre, liderado por los raperos Thiat y Kilifeu. El documental seguía las protestas de Y'en a Marre contra la continua candidatura a la presidencia del presidente Abdoulaye Wade. The Revolution Won't be Televised se proyectó en el Festival Internacional de Cine de Berlín en febrero de 2016, ganando el Premio Fipresci y una mención especial en el Caligari Filmpreis.

## Filmografía
- Boul Fallé, la Voie de la lutte, 2009, Wassakara Productions.[1]
- The Revolution Won't be Televised, 2016, Bout Fallé Images.[1]